# Maverick (Dark Horse)
Maverick est un label de Dark Horse Comics lancé en 1999 et disparu en 2002. Il publie des comic books dont les créateurs détiennent les droits, contrairement à l'usage commun de l'industrie des comics.